# Симоново (Порховский район)
Симоново — деревня в центральной части Порховского района Псковской области. Входит в состав сельского поселения «Туготинская волость».
Расположена в 9 км к западу от города Порхов и в 3 км к северо-востоку от волостного центра Туготино.
Численность населения составляет 10 жителей (2000 год).